# Лях, Вадим Михайлович
Вадим Михайлович Лях (укр. Вадим Михайлович Лях; род. 16 марта 1973, Красносёлка, Одесская область) — украинский политик. Городской голова Славянска (с 2015 года). Член партии «Оппозиционный блок», ранее — член Партии регионов. Депутат Славянского городского совета (2002—2015).

## Биография
Родился 16 марта 1973 года в селе Красносёлка Коминтерновского района Одесской области в семье военнослужащего. В 80-е годы учился в средней школе № 2 города Броды Львовской области по месту службы отца.
Окончил Донбасский государственный педагогический университет по специальности «математика» (1995).
Являлся директором предприятия «Пилот». С 2001 года — директор частного предприятия МСП. С 2007 года являлся частным предпринимателем и заместителем директора в предприятии «Источник».
С 2002 года — депутат трёх созывов Славянского городского совета. С 2010 года депутат от Партии регионов. Являлся уполномоченным лицом городского отделения молодёжной организации Партии регионов. Во время Евромайдана от делегации из Славянска участвовал в митинге в поддержку президента Виктора Януковича.
Во время боёв за Славянск, в мае 2014 года, когда город контролировали силы ДНР, журналисты зафиксировали, как Лях здоровается с «народным мэром Славянска» Вячеславом Пономарёвым.
Во время выборов президента Украины 2014 года Лях являлся доверенным лицом Михаила Добкина по 47 округу. На досрочных парламентских выборах 2014 года Лях был доверенным лицом Сергея Белогородского.
В октябре 2014 года правоохранители в ходе обыска в доме Ляха обнаружили две гранаты и 20 патронов к автомату. Лях отрицал факт хранения оружия в доме. 9 декабря 2014 года на основании статьи 284 части 1 пункта 3 уголовного КПК Украины «не установлены достаточные доказательства для доказательства виновности в суде и исчерпаны возможности их получить» и уголовное производство было прекращено.
На выборах городского головы Славянска 2015 года Лях баллотировался от «Оппозиционного блока» и был избран в первом туре, набрав более 50 % голосов избирателей. В ходе предвыборной кампании Лях использовал имя бывшего главы города Нелли Штепы, которая к тому моменту находилась под стражей по подозрению в посягательстве на территориальную целостность Украины и создании террористической организации. В частности, один из рекламных билбордов Вадима Ляха призывал «любить Славянск, как Неля».
Накануне парламентских выборов 2019 года политический совет партии «Оппозиционный блок» выдвинул Вадима Ляха кандидатом в народные депутаты Украины по округу 47 (Славянск). Лях занял четвёртое место в округе, набрав 9,47 % голосов, и не попал в Верховную раду.
В конце июля 2020 года Лях сообщил, что сдал положительный тест на COVID-19. В начале августа стало известно, что два новых теста на COVID-19 показали отрицательные результаты.
Во время местных выборов 2020 года Лях вновь решил выдвинуть свою кандидатуру на кресло главы города. Его основным конкурентом стала его бывшая соратница — Неля Штепа, выдвинувшая свою кандидатуру от Партии мира и развития.
В апреле 2021 года обратился к президенту Украины Зеленскому с просьбой ввести в Славянске военно-гражданскую администрацию и назначить досрочные местные выборы . Против выступили ЕС и ОПЗЖ.
5 августа 2021 года назначен главой военно-гражданской администрации г. Славянска.

## Личная жизнь
Дочь — Юлия Лях.